# 知觉恒常性
知觉恒常性（perceptual constancy、Subjective constancy）是指在一定范围内改变知觉条件的情况下，人们对物体或品质的知觉却保持恒定的一种心理倾向。

## 视觉
視覺為人類非常重要的知覺，故人類發展出了相當多套視覺的恆常性。

### 形状恒常性（Shape constancy）
當以不同角度看同一件熟悉的物體時，其形狀在視網膜上的投影雖有變化，但不會因此產生矛盾感。

### 大小恒常性（Size constancy）
當以不同距離看同一件熟悉的物體時，其大小在視網膜上的投影雖有變化，但不會因此產生矛盾感。

### 颜色恒常性（Color constancy）
在不同顏色的光源下看同一件熟悉的物體時，其顏色在視網膜上的投影雖有變化，但不會因此產生矛盾感。

## 聽覺

### 音樂
在音乐中，知觉恒常性是指在改变音色、音高、响度，在不同环境中、由不同演奏者演奏，来辨认出一种乐器。(埃里克森 1975)

### 語音
在言语知觉（speech perception）中，知觉恒常性意味着即使由于语音环境（清晰度）、语速、说话者年龄、性别、口音等因素，在听觉上非常不同，仍然能够感知元音或辅音。 